# Course du Cervin
La course du Cervin (en allemand : Matterhornlauf) est une course de montagne reliant le village de Zermatt au lac Noir dans le canton du Valais en Suisse. Elle s'est tenue de 1982 à 2012. Elle a ensuite été remplacée par le Matterhorn Ultraks.

## Histoire
La course du Cervin a été créée en 1982 par Pius Fuchs. Lucernois d'origine, il épouse une Zermattoise et s'installe dans le village où il tombe amoureux du Cervin. Il décide de créer une course de montagne pour partager sa passion de sa montagne fétiche. Elle a lieu le 2e dimanche de juillet jusqu'en 1986, puis le 3e dimanche d'août à partir de 1987.
La 1re édition bénéficie d'une retransmission télévisuelle à la Télévision Suisse Romande
La course accueille le Trophée mondial de course en montagne le 8 septembre 1991. Le Colombien Jairo Correa et la Française Isabelle Guillot remportent chacun leur 2e titre.
En 2005, la course accueille les championnats suisses de course en montagne. Le Valaisan Sébastien Epiney et la Neuchâteloise Angéline Flückiger-Joly sont titrés.
En 2012, la course fête son 30e anniversaire. Avec une participation de seulement 499 coureurs contre 1200 lors des meilleures éditions, les propriétaires de la course, les Zermatt Bergbahnen AG, décident de revendre la course. Elle est remplacée l'année suivante par le Matterhorn Ultraks.

## Parcours
Le parcours relie Zermatt au lac Noir. Il rejoint Furi et monte en direction du glacier de Zmutt en empruntant le chemin de Kalbermatten, puis passe ensuite par l'alpage de Stafelalp. Il mesure 12 km pour 988 mde dénivelé.
Lors du Trophée mondial de course en montagne 1991, les coureurs n'empruntent pas le parcours habituel. Les hommes effectuent le long parcours qui les mènent à Riffelberg puis jusqu'à Blauherd. Il mesure 17,3 km pour 1 500 m de dénivelé. Le parcours court pour les femmes s'arrête à Riffelberg. Il mesure 8,3 km pour 570 m de dénivelé.
En 2000, le parcours est rallongé à 14,35 km et 1 001 m de dénivelé. Le nouveau départ est donné à la gare de Zermatt.
En 2006, le chemin de Kalbermatten est fermé en raison des dangers d'éboulements. Le parcours est modifié. Après Furi, il passe par Zmutt et remonte sur Stafelalp. Il est raccourci à 12,49 km,.

## Vainqueurs
| Année | Hommes            | Temps            | Femmes                  | Temps             |
| ----- | ----------------- | ---------------- | ----------------------- | ----------------- |
| 1982  | Peter Haid        | 56 min 51 s      | Katharina Beck          | 1 h 13 min 22 s   |
| 1983  | Peter Haid        | 55 min 22 s      | Martine Bouchonneau     | 1 h 10 min 45 s   |
| 1984  | Stefan Gmünder    | 58 min 0 s       | Olivia Grüner           | 1 h 14 min 2 s    |
| 1985  | Robin Bryson      | 59 min 27 s      | Olivia Grüner           | 1 h 10 min 44 s   |
| 1986  | Mike Short        | 59 min 16 s      | Elisabeth Franzis       | 1 h 13 min 55 s   |
| 1987  | Mike Short        | 59 min 27 s      | Fabiola Rueda           | 1 h 11 min 54 s   |
| 1988  | Wolfgang Münzel   | 58 min 42 s      | Sally Goldsmith         | 1 h 10 min 13 s   |
| 1989  | Jairo Correa      | 56 min 10 s      | Sally Goldsmith         | 1 h 10 min 13 s   |
| 1990  | Jairo Correa      | 55 min 55 s      | Sally Goldsmith         | 1 h 9 min 8 s     |
| 1991  | Keith Anderson    | 1 h 31 min 53 s  | Sally Goldsmith         | 1 h 46 min 8 s    |
| 1992  | Norbert Moulin    | 1 h 0 min 35 s   | Fabiola Rueda-Oppliger  | 1 h 10 min 50 s   |
| 1993  | Woody Schoch      | 57 min 43 s      | Louise Fairfax          | 1 h 10 min 27 s   |
| 1994  | José Guerrero     | 57 min 1 s       | Carolina Reiber         | 1 h 9 min 32 s    |
| 1995  | German Fernandez  | 57 min 0 s       | Isabella Moretti        | 1 h 10 min 16 s   |
| 1996  | Francisco Sánchez | 57 min 16 s 0    | Isabella Moretti        | 1 h 11 min 12 s 9 |
| 1997  | Haile Koricho     | 58 min 26 s 6    | Ann Buckley             | 1 h 10 min 37 s 2 |
| 1998  | Martin Cox        | 58 min 5 s 2     | Heather Heasman         | 1 h 9 min 38 s 6  |
| 1999  | Jonathan Wyatt    | 54 min 57 s 4    | Tamrat Gete             | 1 h 11 min 7 s 4  |
| 2000  | Billy Burns       | 1 h 4 min 36 s 9 | Angela Mudge            | 1 h 17 min 20 s 3 |
| 2001  | Jonathan Wyatt    | 1 h 2 min 41 s 6 | Izabela Zatorska        | 1 h 16 min 44 s 3 |
| 2002  | Jonathan Wyatt    | 1 h 2 min 27 s 6 | Melissa Moon            | 1 h 18 min 7 s 2  |
| 2003  | Jonathan Wyatt    | 1 h 1 min 59 s 2 | Izabela Zatorska        | 1 h 15 min 52 s 7 |
| 2004  | Billy Burns       | 1 h 5 min 31 s 5 | Daniela Gassmann        | 1 h 18 min 35 s 8 |
| 2005  | Sébastien Epiney  | 1 h 7 min 40 s 4 | Angéline Flückiger-Joly | 1 h 18 min 27 s 7 |
| 2006  | Ben Du Bois       | 57 min 17 s 7    | Anna Pichrtová          | 1 h 5 min 21 s 6  |
| 2007  | Timo Zeiler       | 57 min 28 s 1    | Anna Pichrtová          | 1 h 5 min 41 s 4  |
| 2008  | Timo Zeiler       | 55 min 33 s 8    | Daniela Gassmann        | 1 h 6 min 44 s 5  |
| 2009  | Michael Mehari    | 59 min 50 s 0    | Daniela Gassmann        | 1 h 9 min 23 s 1  |
| 2010  | Joseph Gray       | 57 min 35 s 7    | Daniela Gassmann-Bahr   | 1 h 7 min 53 s 2  |
| 2011  | Tesfay Felfele    | 58 min 51 s 0    | Sarah Tunstall          | 1 h 11 min 29 s 1 |
| 2012  | Oqubit Berhane    | 57 min 41 s 7    | Daniela Gassmann-Bahr   | 1 h 10 min 17 s 8 |

 Record de l'épreuve